# Apsilocera
Apsilocera is een geslacht van vliesvleugeligen uit de familie Pteromalidae. De wetenschappelijke naam van dit geslacht is voor het eerst geldig gepubliceerd in 1956 door Boucek.

## Soorten
Het geslacht Apsilocera omvat de volgende soorten:
- Apsilocera australis Boucek, 1988
- Apsilocera bramleyi Graham, 1966
- Apsilocera breviscapus Boucek, 1993
- Apsilocera brevivena Xiao & Huang, 2001
- Apsilocera verticillata Boucek, 1956